# 高继勋
高继勋（959年—1036年8月21日），字绍先，亳州蒙城（今安徽省蒙城县）人。北宋名将，忠武军节度使高琼长子。
高继勋有威名，号“神将”。历仕右班殿直、崇仪使、陇州团练使、知滑州，卒年七十八。死后赠太尉、太师，追封康王，谥号穆武。其子高遵甫，高遵甫之女高滔滔，是宋英宗的皇后、宋神宗的生母、宋哲宗元祐年间临朝听政的宣仁太后。